# 乌代尔蒙
乌代尔蒙（法語：Houdelmont，法語發音：[udɛlmɔ̃]）是法国默尔特-摩泽尔省的一个市镇，位于该省南部，属于南锡区。

## 地理
乌代尔蒙（48°32'4"N, 6°5'22"E）面积3.85 平方千米，位于法国大東部大區默尔特-摩泽尔省，该省份为法国东北部内陆省份，是洛林的一部分，北邻比利时、卢森堡，北起顺时针与摩泽尔省、下莱茵省、孚日省和默兹省接壤。
与乌代尔蒙接壤的市镇（或旧市镇、城区）包括：乌德勒维尔、欧特雷、帕雷圣塞赛尔、皮埃尔维尔、泰洛、克瑟耶。

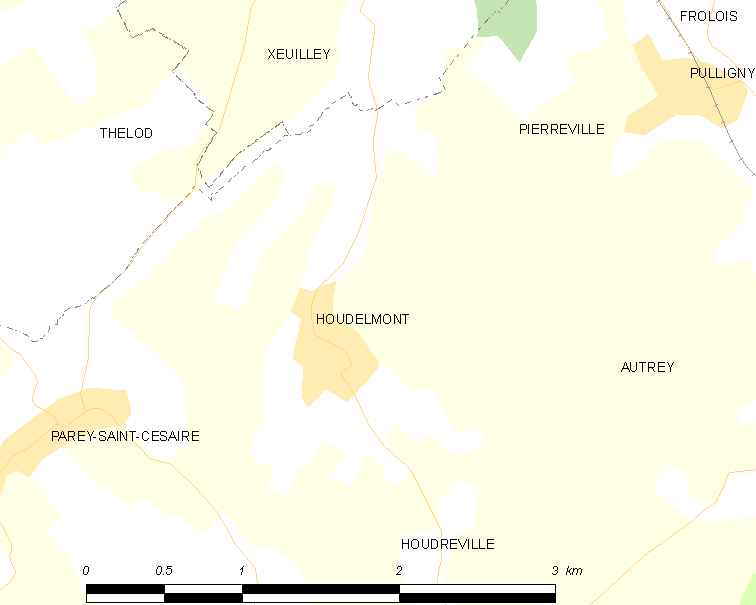
乌代尔蒙的OSM定位图

乌代尔蒙的时区为UTC+01:00、UTC+02:00（夏令时）。

## 行政
乌代尔蒙的邮政编码为54330，INSEE市镇编码为54264。

## 政治
乌代尔蒙所属的省级选区为梅讷欧桑图瓦县。

## 人口

1962-2008年间乌代尔蒙人口变化图示

乌代尔蒙于2022年1月1日时的人口数量为350人。